# Bargo River
Der Bargo River ist ein Fluss im Osten des australischen Bundesstaates New South Wales. 
Er entspringt östlich der Bargo State Recreational Area im Südosten des Nattai-Nationalparks und fließt zunächst nach Norden und dann nach Nordosten, wo er bei Tahmoor in  den Nepean River mündet.
Die Kleinstadt Bargo liegt im Tal am östlichen Flussufer.